# ミン・ルイス
ミン・ルイス（Mien Ruys、Wilhelmina Jacoba (Mien) Moussault-Ruys, ウィルヘルミナ・ヤコバ（ミン）モッサゥルト＝ルイス,  1904年4月12日-1999年）は、
オランダの風景や庭園の作家・作庭家として知られている女性造園家。ランドスケープアーキテクト。ガーデンアーキテクト。
彼女の作品で、住んでいたデーデムスヴァールト（Dedemsvaart） の自邸は、ミン・ルイス財団庭園として観光客に開放されている。
作風はドイツのフェルスターやマテルンらの影響を受けているが、同時代のモダニズムにも影響を受け、工業製品などの材料も使用する。
庭園の中に鉄道の枕木の使用の先駆者として知られ、彼女は特にニックネーム「枕木のミン」を得たころは特に人気のデザイナーであった。長方形、正方形と明確なラインといったストレート形状を好み、オランダ の1庭師として小さな都市の菜園に注目した最初の人物としても著名。 
自邸の他、アルド・ファン・アイクらと1960年代にはバウテン・フェルダード団地共同庭園を手がけている。ハートガリジプの住宅庭園（1962年）、アムステルダムウエストやイーストノールドポルダーなどの新規開発地の庭園など代表作は多数。

## 経歴
ミンは既に国際的に評判の高かったオランダ・Moerheimの圃場で1904年に生まれる。父ボンヌ・ルイスは1888年にデーデムスヴァールトでこの圃場を開始し、多くの新しい植物の導入で大きな成功を収めた。 圃場は、後で世紀の多年生植物、バラ、種子や果実、文化、実質多年草の初めに設立され、ファームがまだ存在している。
第一次世界大戦中、多年生植物の輸出、特に海外での可能性を模索、そのため、1916年父ボンヌは、専門部門を設置。部門の責任者として任命した当時の庭師らによって成功し一目置かれる。ここでミン・ルイスの修行が1923年に始まった。今日は私のキャリア開始である、と19歳のミン・ルイスは日記に書いたことがしられている。そして圃場Moerheim V/H B.ルイス・BVで両親らと、その後の世界的に有名となり現在に至るまで運営される圃場設計部門が開始される。ミンの関心は大きく成長していく植物などではなかったので、自分で管理できる範囲で、育てていた植物も、庭で使用されていることを目指していた。 
こうして彼女の知識はデーデムスヴァールトでの訓練と、イングランドの親交があった農場とで培ったものである。彼女は1928年にイギリスの農場ウォレス＆サンズに出向し、同じ年には、ミュンステッド・ウッドでガートルード・ジーキルにも会っている。またそれまで建築に関して全くトレーニングをつんでいなかったとして、1929年に、建築学科があったベルリン・ダーレムのコースを取るためベルリンで学び、英国の同様のコースにも参加していた。
一方で、当時自国のデルフトではグランプレ・モリエールが1924年からデルフト工科大学の前身である工業高等学校で教授していたことで、1930 年代には、彼の弟子達もダッチトラディショナリズムで活動していたが、ミン・ルイスはブリンクマンとファン・デル・フルーフトやヴァン・ネーレらの設計の新しい建物、シンプルな形、 光と風通しの良いというスタイルが、私の直感は、これが美しい建物であることを教えてくれたと感じ、グランプレ・モリエールの口癖、直感にたよる、から、直感が間違っても何かがあった、と回答している、と述べている。これをきっかけに彼女は、簡単かつ明瞭な、建築を目指す新しいビルドを志向するグループと接触した。アムステルダムの'8'（アフト）とロッテルダムの"オプバウ"らで、彼ら、彼女に偉大な親和性を感じ、彼女は長年にわたって緊密に協力している。 そこで彼女は、メンバーのヘリット・リートフェルトと根拠スクワッドを織り、アムステルダムでは住宅をフランケンダール用の屋外スペースを、メルケンバッハとはクロースアッセンでBoeyen・オルドの住宅建物における遮音壁、Mieras・ヘンリーらと、ハーデンの病院などで、多くの庭園を生み出している。 
1937年には、彼らの事務所があるアムステルダムに移った。
第二次世界大戦後も、彼女はアムステルダムから"8"の建築家と定期的に働いた。 
1950年から1959年にかけてはリートフェルトのために織物設計工場建物周辺の庭園を、主に無傷のままであった"庭園の街"として設計している。
1966年に正式に造園部門を独立させ、後に業務が拡大。ルイスはこの時期、北東ポルダーのナーヘレ（Nagele）建設に参画、ここでは植林計画に焦点を当てていた。 夏の間にデーデムスヴァールトにとどまりながら、 建物の間や境に草本を植えて多くのコミュニティの庭園とプライベートガーデンを多数設計。
70年代からは作庭活動の他、Arend・ヤン・ヴァン・デル・ホルスト・Veldhoenなどのランドスケープアーキテクトらを育て協働している。彼らの見解はミン・ルイスのものと共有できていたし、デザインに緊密なコラボレーションで、その時から仕事は、相互の合意により決定され、お互いを刺激する手法にしていた。しばしば画板上で共同作業を実施しており、アイデアの話で作庭と同じくらい刺激を受けていたという。
この期間の作品はデン・EKPの根拠アールボッシュ、ニューウェハのZwolsche Algemeene、オイトホルンの多くのプライベートガーデンやIBMのオフィスなどがある。 
1999年にデーデムスヴァールトで94歳で亡くなっている。

## スタイル
彼女の仕事は3期に区別されるといわれる。 
第1期は、デザイナーを始めてから1945年までで、多年草を用いて、割りに大きなプライベートガーデン造りに携わっている。第2期は戦後復興の時、住宅協会のために多くの仕事を持ち、多くの "コミュニティガーデン"を作る。その期間から多くのデザインに斜線を多用していた。 彼女は建物に対して斜めの角度、対照的にパス、テラスや植林ベッドを設計し、屋外での最適な使用を探っている。 そこで彼女は、その期間内にニックネーム '斜めのミン'を頂戴した。 
第3期の60年代からは、過去の多年草の熱狂的な使用とは対照的に緑のタイトな超短期ブロックで、斜めの直線を多用し、緩くシンプルで機能的なレイアウトという常に空間と場所の可能性の本質を求めて自然の植生をみており、単純かつ明確にすることを模索していたが、草本は、不要な装飾と境を接していた。ルイスは信念を持って多年草を正確に庭へ追加しているが、アイデアを得た時に多くの模倣の過程で、彼女はプライベートガーデンのために多くの注文を受けており、彼女自然体験と目利き機能が発揮されている。
ルイスは設計に独自の方法をみせており、彼女の方法/技術と描画手法まさにグラフ用紙上にある植物という趣で構成されている。彼女はスケッチの空間表現を必要としなかった。設計では、彼女は最初からどのように各工場の開発、成長し、他のものと一緒に栄えていくだろうと彼女の頭の中でアイデアを持っていた。豊富な経験を通して、彼女は全体的な計画があろう方法を正確に図っていたことが知られている。

### 代表作品
ミン・ルイス庭園デーデムスヴァールト（Dedemsvaart）
ミン・ルイス庭園は園芸や造園の愛好家のためのインスピレーションの源となっており、ルイスは28のサイトからなるこれらの美しい庭園の創始者である。
最も古い庭園であるネイチャーガーデンが1924年、実験ガーデンが1927年、水のガーデンが1954年となっている。
そこに現代的な美しい庭園もあり、絵の展覧会のための屋外エリアもある。 
影と野生化した庭（1924年、2001年改装）
1924年にそれまで自身の経験にない処女作を作り、雑誌に最初の記事を掲載。両親の庭の形や植物で実験。 親の家から彼女は果物の木との間に、庭にストレートパスを引いた。 園路の交差部に小さな四角い池を設けた。この池の周りを、木々の下で、彼女は両親が好んだ植物を選んで置くと1年後に少し残っていたが日陰の植物、サクラソウ、オダマキで花時計は失敗したことがわかった。 石灰質土壌に属するデーデムスヴァールトの土地ではやや酸性の土壌では育たないであろう植物を使用しており、選択眼をもたなければならなかった。 または土壌や植物揃えを調整変更。指定された状況に属する植物を選択、これは重要なルールとなる。強力な自然植生（当時庭にも珍しい）のためにフキ、シダ、ヒレハリソウ、ダイヤモンドなどの種を植えることによって置き換えられ、そのようなhostasと白い忘れな草なども栽培種と認識したという。
旧研究室（1927年）
現在も存在している最初の2つの庭のひとつ。秋に月中旬から色とりどりの花が咲く品種でもって今ではよく使用される洗い砂利タイルをつかって設計。古いタイル材はルイスにインスピレーションを与えたという。初期ルイスの庭園はもともととても実験的で当初から植物材料の実験設計を第一にしている。 彼女の両親の菜園と苗床で、生育させた植物の知識経験を得るために、太陽と日陰の植物などの生育状況を果樹園で実験。野生的な庭と大きなボーダーが付いている古い実験室といった趣で新しいテストケースは次の年に判明した。洗い砂利タイルの使用から、ボックスのアイデアへと導いていく。
60年代に実施した有名な実験では、オランダの庭園の中に鉄道の枕木を利用するテストをしている。ここから"枕木のミン"のあだ名で呼ばれることとなる。ミンによって最初自分の家の庭で提示されていくこうした経験は、ルイス庭園の訪問者や季刊誌の読者らの知識となり、彼らのプライベートガーデンでフルに活用されていった。
水の庭（1954年、2002年に復元された）
芝生を使用しない庭のためのミン・ルイスの最初のテストケース。 高さが小さい表層水と湿地植物に干ばつに適する種を栽培している。庭の池の周辺は数年にわたって拡大。ドライとウェットのテストのために、太陽と日陰のための多年生植物で作られた。洗浄されたコンクリートのタイルが発明された際その効用テストがなされ、その後、枕木などの製品を庭に導入し、これによってもたらした彼女のニックネーム "枕木のミン"を獲得、全世界に広がった。再生プラスチックや屋上庭園システムなど、新しいアイデアや材料を用いた実験も試みている。小さな庭は、1976年に財団庭園に移し、ほぼ3ヘクタールの複合体へと成長。彼女の仕事は死後も引き継がれている。
旧KNSMサイトのデザイン（アムステルダム）
彼女の最後の作品の一つ。1950年にKNSMを訪れ、出会い別れを行うことができる公園を作ったという。衰退していた場所だったが公園のヒットでKNSM島全体は良好住宅地へと変貌を遂げる。
ミンは建築家から公園に隣接し残されている建物の再配置を頼まれている。傍らの傾斜した池は維持されている。

## 参考
- http://www.monumenten.nl/dedemsvaart-de-tuinen-mien-ruys
- http://www.tuinenmienruys.nl/a-algemeen_mien_ruys.htm
- http://www.mienruys.nl/
- http://www.intercontinentalgardener.com/2009/10/book-by-mien-ruys-mother-of-new.html